# Meinrad Nell
Meinrad Nell (* 9. April 1945) ist ein österreichischer Schauspieler, Rundfunkmoderator, Fernsehsprecher und Kommunikationsfachmann. Er ist der Öffentlichkeit vor allem bekannt als langjährige Stimme von Sendungen wie Melodie exklusiv oder Ö3-Wecker des österreichischen Hörfunkprogramms Ö3.

## Leben
Meinrad Nell wurde am 9. April 1945 geboren. Er besuchte in Graz die Akademie für Musik und darstellende Kunst (die heutige Universität für Musik und darstellende Kunst Graz) und begann Theater zu spielen. Er ist verheiratet und Vater zweier Söhne.

## ORF
Über die Landesstudios Steiermark und Kärnten kam Meinrad Nell zum ORF, wo er seit der Anfangszeit von Ö3 zahlreiche Sendungen moderierte (darunter Melodie exklusiv, Ö3-Wecker) und an Hörspielen mitwirkte. Dem ORF-Fernsehen lieh er seine Stimme unter anderem für diverse Dokumentarfilme und für über viele Jahre produzierte Sendungen wie 2 × 7. Er war außerdem in der ORF-Berufsfortbildung tätig.

## Weitere berufliche Aktivitäten
Parallel zu seinem ORF-Engagement nahm er Industriefilme und Werbespots auf und wirkte als Sprecher bei Filmproduktionen und Schallplattenaufnahmen mit (so in Das Fest des Huhnes von Walter Wippersberg und als Erzähler der Originalaufnahme von Wolfgang Ambros’ Der Watzmann ruft). Er ist außerdem im Event-Management tätig und moderierte zahlreiche Veranstaltungen. Im Zuge der Liberalisierung des österreichischen Radio- und Fernsehmarktes engagierte er sich als Partner und Berater bei einigen der sich nun neu formierenden Sender, er war Stationvoice von Radio RPN und moderierte für den ehemaligen österreichischen Fernsehsender Wien 1 (jetzt  ATV) ein Computermagazin. Meinrad Nell ist als Seminarleiter im Aus- & Weiterbildungsbereich tätig.